# Cymbopetalum torulosum
Cymbopetalum torulosum là loài thực vật có hoa thuộc họ Na. Loài này được George Edward Schatz mô tả khoa học đầu tiên năm 1985.